# Naselje (Slowenien)
Naselje (deutsch: Siedlung, Ortschaft) ist die slowenische Bezeichnung für Siedlung und Ortschaft.

## Definitionen

### Naselje (Siedlung, Ort)
Siedlungen werden im Raumplanungsgesetz der Republik Slowenien von 2021 wie folgt beschrieben:
Eine Siedlung (naselje, pl. naselja) besteht aus
1. einer Gruppe von mindestens zehn Wohngebäuden;
2. bebauten Grundstücken, auf denen Wohn- und sonstige Gebäuden stehen, und zu denen öffentliche Flächen gehören;
3. unbebauten Grundstücken, die aufgrund ihrer Lage mit anderen Siedlungsteilen verbunden sind (z. B. sowie Agrar-, Wald-, Wasserflächen).

Eine Stadt ist eine städtische Siedlung, die das wirtschaftliche, soziale und kulturelle Zentrum eines größeren Gebietes darstellt und den Status einer Stadt hat, der gemäß den Vorschriften zur kommunalen Selbstverwaltung erlangt wird. Sie weist kulturhistorische, städtebauliche und architektonische Merkmale auf, die sie von anderen Siedlungen unterscheiden. (Raumplanungsgesetz 2022, §3)
Abhängig von ihrer Größe, Funktion und Bedeutung werden Siedlungen meist mit spezifischeren Begriffen wie Weiler, Dorf und Stadt benannt. Der Begriff Ort wird auch oft als Synonym für Siedlung verwendet. Der Begriff naselje entspricht dem englischen Begriff „settlement“.

### Občina (Gemeinde)
Eine Gemeinde besteht aus einem Gebiet (občina) mit einer Siedlung oder mehreren Siedlungen, die durch gemeinsame Interessen der Einwohner verbunden sind.
Eine Gemeinde hat mindestens 5000 Einwohner, es sei denn, die Gründung einer neuen Gemeinde ist auf den Zusammenschluss von zwei oder mehreren Gemeinden oder auf geografische, grenzbezogene, ethnische, historische oder wirtschaftliche Gründe zurückzuführen. (Quelle: Slowenisches Gesetz über die kommunale Selbstverwaltung)

### Mesto (Stadt)
Gemeinden können durch Beschluss der slowenischen Regierung den Status einer Stadt (mesto) erhalten.
Nach dem Gesetz über die kommunale Selbstverwaltung ist eine Stadt eine größere städtische Siedlung mit mehr als 3000 Einwohnern, die sich in Größe, Wirtschaftsstruktur, Bevölkerungsdichte und historischer Entwicklung von anderen Siedlungen unterscheidet.
Derzeit haben in Slowenien 69 Gemeinden den Status einer Stadt.

## Anzahl und Größe slowenischer Siedlungen/Orte
Am 1. Januar 2023 gab es in Slowenien 6035 Siedlungen, von denen 61 unbewohnt waren. Die Zahl der unbesiedelten Siedlungen war in der Gemeinde Kočevje (17) am größten, gefolgt von der Gemeinde Kostel (7).
Die am dichtesten besiedelte städtische Siedlung Sloweniens war Piran in der gleichnamigen Gemeinde, wo auf einem durchschnittlichen Quadratkilometer der Siedlungsfläche mehr als 5400 Einwohner lebten.
Die Siedlung mit der geringsten Bevölkerungsdichte in Slowenien, abgesehen von unbesiedelten Siedlungen, war Podstenice in der Gemeinde Dolenjske Toplice, wo weniger als 0,06 Einwohner auf einem durchschnittlichen Quadratkilometer der Fläche leben (oder ein Einwohner pro mehr als 16 km²).
Ein Viertel aller Siedlungen hatte weniger als 50 Einwohner, fast die Hälfte hatte weniger als 100 Einwohner.
Ljubljana in der gleichnamigen Gemeinde hatte mit 287.000 Personen die meisten Einwohner.